# Малашенко, Евгений Иванович
Евгений Иванович Малашенко (20 марта 1924, г. Нежин, Украинская ССР — 3 июля 2017, Москва) — советский военный деятель, генерал-лейтенант (1970), профессор, член-корреспондент Академии военных наук.

## Биография
Родился 20 марта 1924 года в Нежине. Украинец. Из семьи служащего. Окончил 10 классов средней школы № 2 города Нежина в июне 1941 года.
В июне 1941 года добровольцем вступил в Красную Армию, поступил в 1-е Тамбовское пехотное училище. В октябре 1941 года в звании сержанта был зачислен в 20-ю отдельную курсантскую стрелковую бригаду на должность помощника командира взвода. Бригада формировалась в Радинских лагерях под Тамбовом. В начале декабря прибыл с бригадой на фронт, воевал в составе 3-й ударной армии на Западном и Северо-Западном фронтах. Участвовал в наступательном этапе битвы за Москву. В начале 1942 года окончил армейские курсы младших лейтенантов, получил по их окончании офицерское звание и назначен командиром взвода конной разведки 73-го стрелкового полка 33-й стрелковой дивизии 3-й ударной армии. Участвовал в тяжелых зимне-весенних боях за Холм, неоднократно с разведчиками проникал в оборонявшийся немцами город. Летом 1942 года стал офицером связи штаба 3-й ударной армии, в сентябре — помощником начальника разведки 117-й стрелковой дивизии в этой армии, в начале 1943 года — командиром разведроты там же. Лично возглавлял разведгруппы в двух многодневных рейдах по немецким тылам, участвовал в захвате контрольных пленных («языков»). Весной 1943 года назначен начальником разведки 15-й гвардейской морской стрелковой бригады в 22-й армии Северо-Западного фронта (бригада держала фронт севернее города Великие Луки). Был ранен, после излечения направлен на учёбу на Высших разведывательных курсах усовершенствования офицерского состава в Москве.
После их окончания в феврале 1944 года назначен начальником разведки 72-й стрелковой дивизии 21-й армии Ленинградского фронта, особенно отличился в Выборгской наступательной операции. Был контужен. После госпиталя, с декабря 1944 года — начальник разведки 2-й гвардейской воздушно-десантной дивизии на 4-м Украинском фронте. Участник Западно-Карпатской, Моравско-Остравской и Пражской наступательных операций. Окончил войну в боях против окруженной немецкой группы армий «Центр» 11 мая 1945 года.
Начав войну сержантом, окончил её майором. Был дважды ранен в боях в феврале 1942 и в сентябре 1943 года.
С августа 1945 года учился в Высшей разведывательной школе Генерального штаба (Фили). Летом 1946 года окончил первый курс, но тогда же школа была расформирована, а слушатели зачислены для продолжения учёбы на разведывательный факультет Военной академии имени М. В. Фрунзе. Окончил академию в 1948 году с золотой медалью. С 1948 года служил офицером разведывательного отдела штаба 38-й армии (Прикарпатский военный округ), с 1949 — офицером разведывательного отдела Главного командования Сухопутных войск. С 1950 года служил в 2-м Главном (разведывательном) управлении Генерального штаба: офицер, с 1951 — старший офицер.
С ноября 1954 года служил начальником 1-го отдела разведывательного управления Центральной группы войск (Австрия). После расформирования ЦГВ с августа 1955 года — заместитель начальника штаба по разведке Особого корпуса в Венгрии. Участвовал в подавлении Венгерского восстания 1956 года, возглавляя оперативную группу штаба Особого корпуса. В этих событиях был отмечен командиром корпуса генералом П. Н. Лащенко, что сильно сказалось на последующей службе Е. Малашенко.
Окончил Военную академию Генерального штаба (1958). С 1958 года служил начальником разведки 38-й армии Прикарпатского военного округа (куда его пригласил ставший командармом П. Н. Лащенко), с 1960 года проходил службу начальником разведки 3-й общевойсковой армии в Группе советских войск в Германии, с 1962 — начальником разведки штаба Северо-Кавказского военного округа. В октябре 1964 года по приглашению командующего войсками Прикарпатского военного округа П. Н. Лащенко стал начальником разведывательного управления — заместителем начальника штаба этого округа, а в апреле 1966 года повышен в должности до первого заместителя начальника штаба округа.
В ноябре 1967 года вновь по предложению генерала П. Н. Лащенко Малашенко был направлен в Объединённую Арабскую Республику, где первый стал Главным военным советником, а второй старшим советником начальника Главного оперативного управления Генерального штаба Вооружённых сил ОАР. Всю командировку находится в Египте, поскольку к тому времени Сирия уже фактически прекратила своё участие в ОАР. Занимался воссозданием египетской армии после её разгрома в Шестидневной войне и организацией боевых действий в «войне на истощение».
В марте 1969 года вернулся в СССР, окончил Высшие академические курсы при Военной академии Генерального штаба в 1970 году и назначен начальником штаба Прикарпатского военного округа. С января 1974 года — заместитель начальника штаба Объединённых Вооружённых Сил государств — участников Варшавского договора. С конца 1976 года — первый заместитель начальника штаба Гражданской обороны СССР. В 1984 году генерал-лейтенант Е. И. Малашенко уволен в отставку.

## Научная и общественная деятельность
После увольнения из ВС СССР жил в Москве. Занялся научно-исследовательской работой. С 1986 по 1992 годы работал консультантом в Центре оперативно-стратегических исследований Генерального штаба Вооружённых Сил СССР. Готовил предложения по переходу на современную структуру Вооружённых сил, в том числе по сокращению чрезмерно раздутых органов центрального управления. Некоторые его предложения были внедрены в жизнь, но уже значительно позднее, на рубеже 1990-2000-х годов.
После ликвидации Центра много печатался по военным вопросам, работал над мемуарами. Кандидат исторических наук, профессор, член-корреспондент Академии военных наук. Был членом Клуба военачальников Российской Федерации.
Скончался 3 июля 2017 года в Москве. Похоронен на Троекуровском кладбище.

## Награды
- Орден Почёта (Российская Федерация, 2015)
- Два ордена Красного Знамени
- Ордена Отечественной войны 1-й (13.06.1945) и 2-й (11.03.1985) степеней
- Два ордена Красной Звезды
- Орден «За службу Родине в Вооружённых Силах СССР» 3-й степени
- Медаль «За отвагу» (27.06.1942)
- Ряд других медалей СССР и России
- Орден Заслуг Венгерской Народной Республики (Венгрия, 1985)[3]
- Орден Мира и Дружбы (Венгрия, 1975)[4]
- Орден «За заслуги» (Украина, 6.05.2005)[5]
- Медаль «За укрепление дружбы по оружию» 1-й степени (ЧССР, 1970)
- Медаль «20-я годовщина Революционных Вооруженных сил Кубы» (Куба, 1976)
- Медаль «40 лет Победы над гитлеровским фашизмом» (Болгария, 1985)
- Медаль «50 лет Монгольской Народной Армии» (Монголия, 1971)
- Медаль «60 лет Вооружённых Сил МНР» (Монголия, 1981)
- Медаль «Победы и Свободы» (Польша)
- Медаль «Братство по оружию» (Польша)

## Сочинения
- Командующие фронтами и армиями в годы Великой Отечественной войны 1941—1945. 2-е изд., дополн. — Москва: Издательство «Вече», 2015. — ISBN 978-5-4444-2828-3[6][7].
- Закаленный войной: от Карельского перешейка до Ближнего Востока. — Москва: Издательство «Вече», 2016. — 378 с. — (Военные мемуары, 1941–1989). — ISBN 978-5-4444-4407-8.
- Боевые действия советских войск в Венгрии в 1956 году: уроки и выводы. Диссертация ... кандидата исторических наук : 20.02.22. — Москва, 2005. — 168 с.
- От поражений к Великой Победе: малоизвестные страницы Великой Отечественной /Е. И. Малашенко (руководит. авторского коллектива). — Москва: Подольская фабрика офсетной печати, 2011. — 534 с. — ISBN 5-7151-0331-2.
- Военная элита Российской Федерации: краткий энциклопедический справочник / Е. И. Малашенко и др.; под общ. ред. А. С. Куликова. — Москва: Издательство «Вече», 2014. — 302 с.; ISBN 978-5-4444-2015-7.
- Вспоминая службу в армии. — М.: Редакционно-издательский центр Генерального штаба ВС РФ, 2003.
- Проблемы и опыт создания стратегических резервов в годы Великой Отечественной войны и в современных условиях. // «Вестник Академии военных наук». — 2007. — № 3 (20).
- Особый корпус в огне Будапешта. // Военно-исторический журнал. — 1993. — № 10-12.
- Линия фронта — Суэцкий канал. // Военно-исторический журнал. — 1994. — № 4, 5.
- Я в разведке с сорок первого. // Военно-исторический журнал. — 1995. — № 3.
- «Труд офицера штаба… требует большой энергии, твёрдой воли, высокой выдержки и дисциплины». // Военно-исторический журнал. — 2004. — №№ 5-6.
- Многочисленные статьи в изданиях «Военно-исторический журнал», «Военная мысль», «Красная звезда» и др.

## Семья
Сыновья: 
- российский политолог и медиа-менеджер Игорь Малашенко (1954—2019),
- доктор наук и научный сотрудник Вычислительного центра имени А. А. Дородницына РАН Юрий Малашенко.